# Jean Negulesco
Jean Negulesco (26. únor 1900, Craiova — 18. červenec 1993, Marbella) byl rumunsko-americký filmový režisér a scenárista. Proslavil se nejprve snímky v žánru film noir, později natočil několik oceňovaných filmů jako Johnny Belinda a Three Coins in the Fountain, za něž byl nominován na Oscara, či romantickou komedii How to Marry a Millionaire, s Marilyn Monroe a Lauren Bacallovou, za kterou získal cenu BAFTA.

## Život
Ještě jako teenager opustil Rumunsko a odjel do Paříže, kde se chtěl prosadit jako scénograf a malíř. Roku 1927 se přestěhoval do Spojených států amerických. Začal pracovat v Hollywoodu jako asistent režie. První film, který režíroval sám, se jmenoval Singapore Woman a Negulesco ho natočil roku 1941. Psal i úspěšné scénáře, například pro snímek Laurela a Hardyho Swiss Miss z roku 1938. Prvním slavným noirovým filmem byl The Mask of Dimitrios z roku 1944. Následovaly další důležité snímky tohoto žánru (The Conspirators, Nobody Lives Forever, Three Strangers). Po druhé světové válce se Negulesco pokusil o vážnější tvorbu. Drama znásilněné ženy Johnny Belinda bylo nominováno na 12 Oscarů. Vážné ambice měly i snímky Under My Skin (1950), Three Came Home (1950), The Mudlark (1950) či Three Coins in the Fountain (1954). Diváci si oblíbili komedii How to Marry a Millionaire z roku 1953 či muzikál s Fredem Astairem Daddy Long Legs z roku 1955. Film Boy on a Dolphin (1957) se stal první příležitostí Sophie Lorenové v Americe. Na konci 50. let jeho režisérský rukopis ovšem zastaral a stáhl se. Nakonec se přestěhoval do Španělska, kde se vrátil ke své dávné lásce, k malířství.